# Ittilaf al-Kheir
L'organizzazione Ittilaf al-Kheir, detta anche in inglese Union of Good (Unione del Bene), raccoglie una cinquantina di organizzazioni assistenziali islamiche veicolando fondi ad Hamas, ed ha iniziato ad operare nella Striscia di Gaza e nella West Bank fino alla sua interdizione da parte di Israele nel 2008. Lo United States Treasury (il Ministero del Tesoro statunitense) designa la Union of Good come supportante il terrorismo sotto l'Executive Order 13224 (Ordine esecutivo n. 13224) nel novembre 2008..
Tra le organizzazioni raccolte sotto questa sigla, anche l'IHH, organizzatore della missione Freedom Flotilla per Gaza, protagonista tra l'altro dell'incidente in alto mare del 31 maggio 2010.

## Organizzazioni membri
Un elenco incompleto delle principali organizzazioni che formano l'Unione del Bene::
- International Islamic Relief Organization, IIRO (Arabia Saudita)
- Holy Land Foundation (US)
- Al-Aqsa Islamic Charitable Society Yemen, capeggiata da Mohammed Ali Hassan Al-Moayad
- Interpal (UK)
- IHH (İnsani Yardım Vakfı) (Turchia)
- "Palästinensische Vereinigung in Österreich, PVOE" /"Palästinensischer Humanitärer Verein, PHV" (Austria)
- World Assembly of Muslim Youth
- Fondazione al-Aqsa
- Muslim Hands (mani musulmane)

## Personalità dell'organizzazione
- Yusuf Al-Qaradawi, Presidente